# ロイヤル・アフェア 愛と欲望の王宮
『ロイヤル・アフェア 愛と欲望の王宮』（ロイヤルアフェアあいとよくぼうのおうきゅう、En kongelig affære）は、ニコライ・アーセル監督による2012年のドラマ映画である。18世紀のデンマーク王室を舞台に実際にあった王クリスチャン7世と王妃カロリーネ・マティルデ、侍医ヨハン・フリードリヒ・ストルーエンセの三角関係をもとにした物語である。
第62回ベルリン国際映画祭のコンペティション部門で上映され、また、第85回アカデミー賞外国語映画賞ではデンマーク代表として出品され、ノミネートに至った。他に第70回ゴールデングローブ賞外国語映画賞にノミネートされている。

## ストーリー
1775年、ドイツに追放されているデンマーク王妃カロリーネが、死を前に息子フレデリクと娘ルイーセに宛てた遺書をしたためる形で、国王クリスチャン7世に嫁いだ1766年から、愛人となったヨハン・ストルーエンセと共に目指した啓蒙思想に基づく政治改革、周囲と国民の反発によってストルーエンセが逮捕・処刑された1772年までが回想として描かれる。

## キャスト
- ヨハン・フリードリヒ・ストルーエンセ - マッツ・ミケルセン

デンマーク王の侍医。ドイツ出身。
- カロリーネ・マティルデ王妃 - アリシア・ヴィキャンデル

デンマーク王妃。英国王室出身。
- クリスチャン7世 - ミケル・ボー・フォルスゴー

デンマーク国王。精神を病んでいる。
- ユリアーネ・マリーエ王太后 - トリーヌ・ディルホム（デンマーク語版）

王太后。先王の二番目の妃。
- オーベ・ヘー＝グルベア（デンマーク語版） - デヴィッド・デンシック

政治家。ストルーエンセと対立。
- ランツァウ（デンマーク語版） - トーマス・ガブリエルソン（デンマーク語版）

ストルーエンセを利用する貴族。
- ブラント（デンマーク語版） - サイロン・ビョルン・メルヴィル（デンマーク語版）

ストルーエンセの側近。
- ベルンストルフ（デンマーク語版） - ベント・マイディング（デンマーク語版）

枢密院議長。
- オーガスタ - ハリエット・ウォルター（英語版）

キャロラインの母。英国王太子妃。
- ルイーセ・フォン・プリセン（デンマーク語版） - ローラ・ブロ（デンマーク語版）

女官。後にキャロラインの親友に。

## 製作
ゼントロパが主導で、デンマーク、スウェーデン、チェコの3カ国共同で製作された。製作費は4600万デンマーク・クローネである。製作中のタイトルは『Dronningen og livlægen』、『Caroline Mathildes år』であった。

## 受賞歴
ベルリン国際映画祭ではミケル・ボー・フォルスゴーが銀熊賞（男優賞）、ニコライ・アーセルとラスマス・ヘイスターバングが脚本賞を受賞した。
| 映画祭・賞                       | 部門            | 部門                                           | 結果       |
| -------------------------------- | --------------- | ---------------------------------------------- | ---------- |
| ベルリン国際映画祭               | 金熊賞          | ニコライ・アーセル                             | ノミネート |
| ベルリン国際映画祭               | 脚本賞          | ニコライ・アーセル、ラスマス・ヘイスターバング | 受賞       |
| ベルリン国際映画祭               | 銀熊賞 (男優賞) | ミケル・ボー・フォルスゴー                     | 受賞       |
| ヨーロッパ映画賞                 | 作曲賞          | ガブリエル・ヤレド、シリル・オフォール         | ノミネート |
| ヨーロッパ映画賞                 | 美術賞          | ニールス・セイエ                               | ノミネート |
| フェニックス映画批評家協会賞     | 衣裳デザイン賞  | マノン・ラスムッセン                           | ノミネート |
| フェニックス映画批評家協会賞     | 外国語映画賞    | 『ロイヤル・アフェア 愛と欲望の王宮』          | ノミネート |
| サテライト賞                     | 外国語映画賞    | 『ロイヤル・アフェア 愛と欲望の王宮』          | ノミネート |
| サテライト賞                     | 衣裳デザイン賞  | マノン・ラスムッセン                           | 受賞       |
| サテライト賞                     | 美術賞          | ニールス・セイエ                               | ノミネート |
| ワシントンD.C.映画批評家協会賞   | 外国語映画賞    | 『ロイヤル・アフェア 愛と欲望の王宮』          | ノミネート |
| クリティクス・チョイス・アワード | 外国語映画賞    | 『ロイヤル・アフェア 愛と欲望の王宮』          | ノミネート |
| ゴールデングローブ賞             | 外国語映画賞    | 『ロイヤル・アフェア 愛と欲望の王宮』          | ノミネート |
| セザール賞                       | 外国映画賞      | 『ロイヤル・アフェア 愛と欲望の王宮』          | ノミネート |
| アカデミー賞                     | 外国語映画賞    | 『ロイヤル・アフェア 愛と欲望の王宮』          | ノミネート |